# Prealpi di Lucerna e di Untervaldo
Le Prealpi di Lucerna e di Untervaldo sono una sottosezione delle Prealpi Svizzere.
Si trovano in Svizzera (Canton Lucerna, Canton Obvaldo, Canton Nidvaldo, Canton Uri e Canton Berna).

## Delimitazione
Confinano:
- a nord e nord-ovest con l'altopiano centrale svizzero (Mittelland);
- ad est con le Prealpi di Svitto e di Uri (nella stessa sezione alpina) e separate dal Lago dei Quattro Cantoni;
- a sud-est con le Alpi Urane (nelle Alpi Bernesi) e separate dal Jochpass e dal Rot Grätli;
- a sud-ovest con le Prealpi Bernesi (nella stessa sezione alpina) e separate dal Passo di Brünig.

## Suddivisione
Secondo la SOIUSA le Prealpi di Lucerna e di Untervaldo sono una sottosezione alpina con la seguente classificazione:
- Grande parte = Alpi Occidentali
- Grande settore = Alpi Nord-occidentali
- Sezione = Prealpi Svizzere
- Sottosezione = Prealpi di Lucerna e di Untervaldo
- Codice = I/B-14.III

Le Prealpi di Lucerna e di Untervaldo si suddividono secondo la SOIUSA in due supergruppi:
- le Prealpi di Lucerna nella parte occidentale e a sud-ovest di Lucerna,
- le Prealpi di Untervaldo nella parte orientale e a sud del Lago dei Quattro Cantoni.

La suddivisione nei due supergruppi, sei gruppi e sette sottogruppi è la seguente:
- Prealpi di Lucerna (A)
  - Massiccio dello Schrattenflue (A.1)
  - Massiccio Fürstein-Giswiler-Stöcke (A.2)
    - Giswiler-Stöcke (A.2.a)
    - Massiccio dell'Hagleren (A.2.b)
    - Massiccio del Fürstein (A.2.c)
    - Massiccio dello Schimbrig (A.2.d)
    - Catena Äbnistettenflue-Schwändiliflue (A.2.e)

  - Massiccio del Pilatus (A.3)
- Prealpi di Untervaldo (B)
  - Catena Rotsandnollen-Glogghüs (B.4)
    - Catena Rotsandnollen-Wild Geissberg (B.4.a)
    - Catena Glogghüs-Hochstollen (B.4.b)

  - Catena Chaiserstuel-Ruchstock-Walenstöcke (B.5)
  - Catena Bauen-Brisen-Buochserhorn (B.6)

## Vette principali

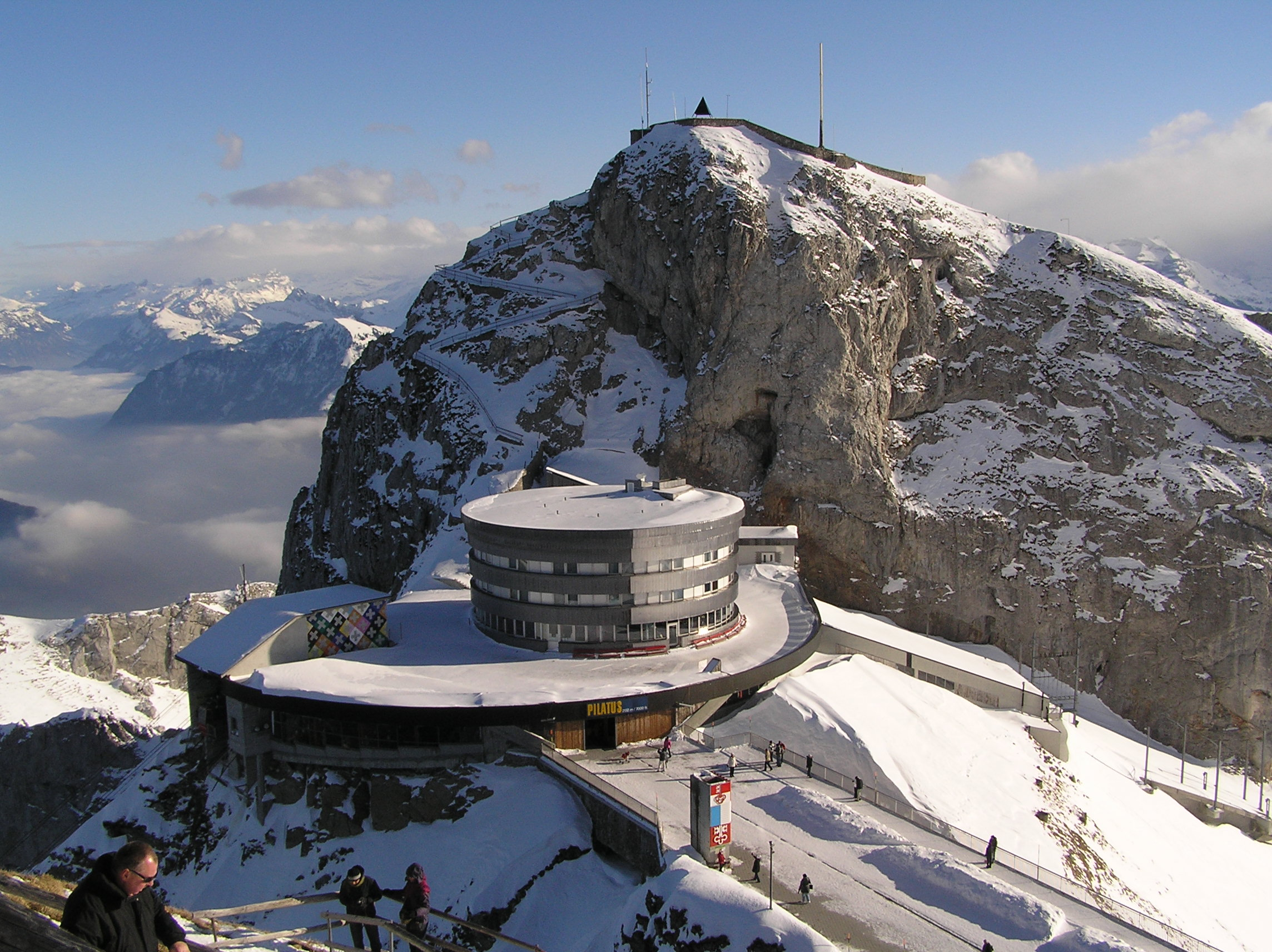
Vetta del Pilatus.

- Ruchstock - 2.814 m
- Rotsandnollen - 2.700 m
- Wild Geissberg - 2.676 m
- Walenstöcke - 2.572 m
- Glogghüs - 2.534 m
- Hochstollen - 2.481 m
- Chaiserstuel - 2.400 m
- Pilatus - 2.132 m
- Schrattenfluh - 2.093 m
- Fürstein - 2.040 m
- Giswiler Stöcke - 2.011 m
- Hagleren - 1.948 m
- Schimbrig - 1.815 m
- Buochserhorn - 1.807 m
- Napf - 1.408 m